# Lanteglos-by-Fowey
Lanteglos – wieś w Anglii, w Kornwalii. Leży 71 km na wschód od miasta Penzance i 341 km na zachód od Londynu.